# مینزبوروو
مینزبوروو (به لاتین: Międzyborów) یک روستا در لهستان است که در گمینا یاکتوروو واقع شده‌است. مینزبوروو ۱٬۲۰۰ نفر جمعیت دارد.